# 서울특별시도 제45호선
서울특별시도 제45호선 (과해 ~ 삼성선)은 서울특별시 강서구 과해동 김포공항입구 교차로에서 강남구 삼성동 봉은교를 잇는 특별시도 노선이다. 이 노선은 도로법에 의해 서울특별시에서 고시한 특별시도 노선으로, 도로 표지판에서는 안내되지 않는다.

## 노선
| 구간                                                  | 명칭                                                                                         | 접속 노선                                                                                              | 소재지      | 소재지 | 비고                      |
| 하늘길 직결                                           | 하늘길 직결                                                                                  | 하늘길 직결                                                                                            | 하늘길 직결 | 하늘길 직결                                                                                                  | 하늘길 직결               |
| ----------------------------------------------------- | -------------------------------------------------------------------------------------------- | --- | ----------- | --- | ------------------------- |
| 공항대로                                              | 김포공항입구 교차로                                                                          | 국도 제48호선 (남부순환로) 서울특별시도 제42호선 (남부순환로) 방화동로                                 | 서울특별시  | 강서구 | 국도 제48호선 중복        |
| 공항대로                                              | 송정역                                                                                       | | 서울특별시  | 강서구 | 국도 제48호선 중복        |
| 공항대로                                              | (명칭 미상)                                                                                  | 서울특별시도 제4205호선 (방화대로)                                                                     | 서울특별시  | 강서구 | 국도 제48호선 중복        |
| 공항대로                                              | (명칭 미상)                                                                                  | 마곡서1로                                                                                              | 서울특별시  | 강서구 | 국도 제48호선 중복        |
| 공항대로                                              | (명칭 미상)                                                                                  | 국도 제6호선 (마곡서로) 국도 제77호선 (마곡서로) 서울특별시도 제4203호선 (마곡서로)                    | 서울특별시  | 강서구 | 국도 제6, 48, 77호선 중복 |
| 공항대로                                              | 마곡역 교차로                                                                                | 서울특별시도 제4204호선 (마곡중앙로)                                                                   | 서울특별시  | 강서구 | 국도 제6, 48, 77호선 중복 |
| 공항대로                                              | (명칭 미상)                                                                                  | 마곡동로                                                                                               | 서울특별시  | 강서구 | 국도 제6, 48, 77호선 중복 |
| 공항대로                                              | 발산역 교차로                                                                                | 서울특별시도 제5103호선 (강서로)                                                                       | 서울특별시  | 강서구 | 국도 제6, 48, 77호선 중복 |
| 공항대로                                              | (명칭 미상)                                                                                  | 공항대로41길                                                                                           | 서울특별시  | 강서구 | 국도 제6, 48, 77호선 중복 |
| 공항대로                                              | 강서구청입구 교차로                                                                          | 서울특별시도 제4207호선 (화곡로)                                                                       | 서울특별시  | 강서구 | 국도 제6, 48, 77호선 중복 |
| 공항대로                                              | 등촌역 교차로                                                                                | 등촌로 공항대로59길                                                                                    | 서울특별시  | 강서구 | 국도 제6, 48, 77호선 중복 |
| 공항대로                                              | 염창역                                                                                       | | 서울특별시  | 양천구 | 국도 제6, 48, 77호선 중복 |
| 공항대로                                              | 양화교 교차로                                                                                | 서울특별시도 제5105호선 (안양천로) 서울특별시도 제4207호선 (양천로) 서울특별시도 제05호선 (올림픽대로) | 서울특별시  | 양천구 | 국도 제6, 48, 77호선 중복 |
| 공항대로                                              | 양화교                                                                                       | | 서울특별시  | 양천구 | 국도 제6, 48, 77호선 중복 |
| 노들로                                                | 영등포구                                                                                     | | 서울특별시  | | 국도 제6, 48, 77호선 중복 |
| 노들로                                                | 영등포구                                                                                     | 염창IC                                                                                                 | 서울특별시  | 서울특별시도 제05호선 (올림픽대로)                                                                           | 국도 제6, 48, 77호선 중복 |
| 노들로                                                | 영등포구                                                                                     | 성산대교남단IC                                                                                         | 서울특별시  | 국도 제1호선 (서부간선도로) 국도 제48호선 (서부간선도로) 서울특별시도 제01호선 (서부간선도로)                | 국도 제6, 48, 77호선 중복 |
| 노들로                                                | 영등포구                                                                                     | 성산대교남단IC                                                                                         | 서울특별시  | 국도 제1호선 (서부간선도로) 국도 제48호선 (서부간선도로) 서울특별시도 제01호선 (서부간선도로)                | 국도 제6, 77호선 중복     |
| 노들로                                                | 영등포구                                                                                     | 양화대교남단                                                                                           | 서울특별시  | 국도 제6호선 (선유로) 국도 제77호선 (선유로) 서울특별시도 제49호선 (선유로)                                  |                           |
| 노들로                                                | 영등포구                                                                                     | (당산역)                                                                                               | 서울특별시  | 서울특별시도 제4601호선 (당산로)                                                                             |                           |
| 노들로                                                | 영등포구                                                                                     | 여의하류IC                                                                                             | 서울특별시  | 서울특별시도 제05호선 (올림픽대로) 서울특별시도 제2111호선 (여의서로) 서울특별시도 제2112호선 (여의도둔치선) |                           |
| 노들로                                                | 영등포구                                                                                     | 여의2교 교차로                                                                                         | 서울특별시  | 서울특별시도 제46호선 (국회대로)                                                                             | 여의2교지하차도 구간      |
| 노들로                                                | 영등포구                                                                                     | 서울교 교차로                                                                                          | 서울특별시  | 국도 제46호선 (경인로) 서울특별시도 제51호선 (경인로)                                                        | 노들길지하차도 구간       |
| 노들로                                                | 영등포구                                                                                     | (명칭 미상)                                                                                            | 서울특별시  | 영등포로57길                                                                                                 |                           |
| 노들로                                                | 영등포구                                                                                     | 여의교 교차로                                                                                          | 서울특별시  | 서울특별시도 제21호선 (여의대방로)                                                                           | 여의교지하차도 구간       |
| 노들로                                                | 동작구                                                                                       | 여의교 교차로                                                                                          | 서울특별시  | 서울특별시도 제21호선 (여의대방로)                                                                           | 여의교지하차도 구간       |
| 노들로                                                | 여의상류IC                                                                                   | 서울특별시도 제05호선 (올림픽대로) 서울특별시도 제2111호선 (여의동로) 노량진로17길                     | 서울특별시  | |                           |
| 노들로                                                | (명칭 미상)                                                                                  | 노량진로23길                                                                                           | 서울특별시  | |                           |
| 노들로                                                | 한강대교남단 교차로                                                                          | 서울특별시도 제22호선 (양녕로) 서울특별시도 제4213호선 (노량진로)                                      | 서울특별시  | 노들고가차도 구간                                                                                            |                           |
| 현충로                                                | 한강대교남단 교차로                                                                          | 서울특별시도 제22호선 (양녕로) 서울특별시도 제4213호선 (노량진로)                                      | 서울특별시  | 노들고가차도 구간                                                                                            |                           |
| (중앙대입구)                                          | 흑석로                                                                                       | | 서울특별시  | |                           |
| 중앙대(병원)입구 교차로 (흑석역)                      | 서달로                                                                                       | | 서울특별시  | |                           |
| (이름 없음)                                           | 흑석한강로                                                                                   | | 서울특별시  | |                           |
| 국립현충원 교차로                                     | 서울특별시도 제05호선 (올림픽대로) 서울특별시도 제25호선 (동작대로)                          | | 서울특별시  | |                           |
| (동작역)                                              | 서울특별시도 제25호선 (동작대로)                                                             | 동작지하차도 구간(하행전용) 서울특별시도 제25호선 중복                                                 | 서울특별시  | |                           |
| (동작역)                                              | 서울특별시도 제25호선 (동작대로)                                                             | 동작지하차도 구간(하행전용) 서울특별시도 제25호선 중복                                                 | 서울특별시  | 동작대로 |                           |
| 이수교차로                                            | 서울특별시도 제25호선 (동작대로) 서울특별시도 제4501호선 (신반포로) 방배중앙로               | 이수고가차도 구간 서울특별시도 제25호선 중복                                                           | 서울특별시  | |                           |
| 이수교차로                                            | 서울특별시도 제25호선 (동작대로) 서울특별시도 제4501호선 (신반포로) 방배중앙로               | 이수고가차도 구간 서울특별시도 제25호선 중복                                                           | 서울특별시  | 사평대로 | 서초구                    |
| (방배삼호아파트)                                      | 서울특별시도 제4229호선 (방배로)                                                             | 이수고가차도 구간                                                                                      | 서울특별시  | 사평대로 | 서초구                    |
| (이름 없음)                                           | 신반포로16길                                                                                 | | 서울특별시  | 사평대로 | 서초구                    |
| 서울성모병원 교차로 (센트럴시티터미널) (고속터미널역) | 서울특별시도 제26호선 (반포대로)                                                             | 사평지하차도 구간                                                                                      | 서울특별시  | 사평대로 | 서초구                    |
| 삼호가든사거리 (서울고속버스터미널)                   | 서울특별시도 제4231호선 (잠원로, 서초중앙로)                                                 | | 서울특별시  | 사평대로 | 서초구                    |
| 사평역                                                |                                                                                              | | 서울특별시  | 사평대로 | 서초구                    |
| 반포IC                                                | 서울특별시도 제06호선 (경부간선도로) (구 경부고속도로)                                       | | 서울특별시  | 사평대로 | 서초구                    |
| (이름 없음)                                           | 서운로                                                                                       | | 서울특별시  | 사평대로 | 서초구                    |
| 교보타워사거리 (신논현역)                             | 서울특별시도 제27호선 (강남대로)                                                             | | 서울특별시  | 사평대로 | 서초구                    |
| 교보타워사거리 (신논현역)                             | 서울특별시도 제27호선 (강남대로)                                                             | 봉은사로                                                                                               | 서울특별시  | 강남구 |                           |
| 차병원 교차로 (언주역)                                | 서울특별시도 제29호선 (논현로)                                                               | 봉은사로                                                                                               | 서울특별시  | 강남구 |                           |
| 경복아파트 교차로                                     | 서울특별시도 제30호선 (언주로)                                                               | 봉은사로                                                                                               | 서울특별시  | 강남구 |                           |
| 선정릉역사거리                                        | 선릉로                                                                                       | 봉은사로                                                                                               | 서울특별시  | 강남구 |                           |
| 차관아파트 교차로 (삼성중앙역)                        | 서울특별시도 제4231호선 (삼성로)                                                             | 봉은사로                                                                                               | 서울특별시  | 강남구 |                           |
| 봉은사 코엑스                                         |                                                                                              | 봉은사로                                                                                               | 서울특별시  | 강남구 |                           |
| 코엑스 교차로 (봉은사역)                              | 국도 제47호선 (영동대로) 국가지원지방도 제23호선 (영동대로) 서울특별시도 제32호선 (영동대로) | 봉은사로                                                                                               | 서울특별시  | 강남구 |                           |
| 봉은교 교차로                                         | 봉은사로113길 봉은사로114길 봉은사로115길                                                    | 봉은사로                                                                                               | 서울특별시  | 강남구 |                           |
| 봉은교 직결                                           |                                                                                              | |             | |                           |